# Nakasone Yasuhiro
Nakasone Yasuhiro (中曽根 康弘 (Trung Tằng Căn Khang Hoằng)/ なかそね やすひろ 27 tháng 5 năm 1918 – 29 tháng 11 năm 2019) là một chính trị gia Nhật Bản, người từng là Thủ tướng Nhật Bản nhiệm kỳ từ ngày 27 tháng 11 năm 1982 đến ngày 6 tháng 11 năm 1987. Ông Nakasone là một trong những chính khách có ảnh hưởng lớn nhất trên chính trị Nhật Bản và được nhiều người biết đến là người ủng hộ mạnh mẽ việc sửa đổi Hiến pháp, nâng cao vai trò của quân đội và vị thế Nhật Bản sau Chiến tranh thế giới lần thứ hai nhưng mong muốn của ông lúc đó chưa thể hoàn thành. Ông là người duy nhất trong số các thủ tướng trong thế kỉ 20 tại vị tròn 5 năm từ tháng 11 năm 1982 đến tháng 11 năm 1987, và là Thủ tướng Nhật Bản tại nhiệm lâu thứ 5 sau Thế chiến 2 với 1806 ngày. Nakasone là một trong 5 vị Thủ tướng Nhật Bản thời hậu chiến tại nhiệm trên 5 năm, bên cạnh Abe Shinzō (9 năm), Satō Eisaku (8 năm), Yoshida Shigeru (7 năm) và Koizumi Junichirō (5 năm rưỡi). Ngoài ra ông còn là một trong ba thủ tướng Nhật Bản sống thọ hơn 100 tuổi tính tới nay bên cạnh Higashikuni Naruhiko (qua đời ở tuổi 102) và Murayama Tomiichi (hiện đang sống ở tuổi 101)..

## Thân thế

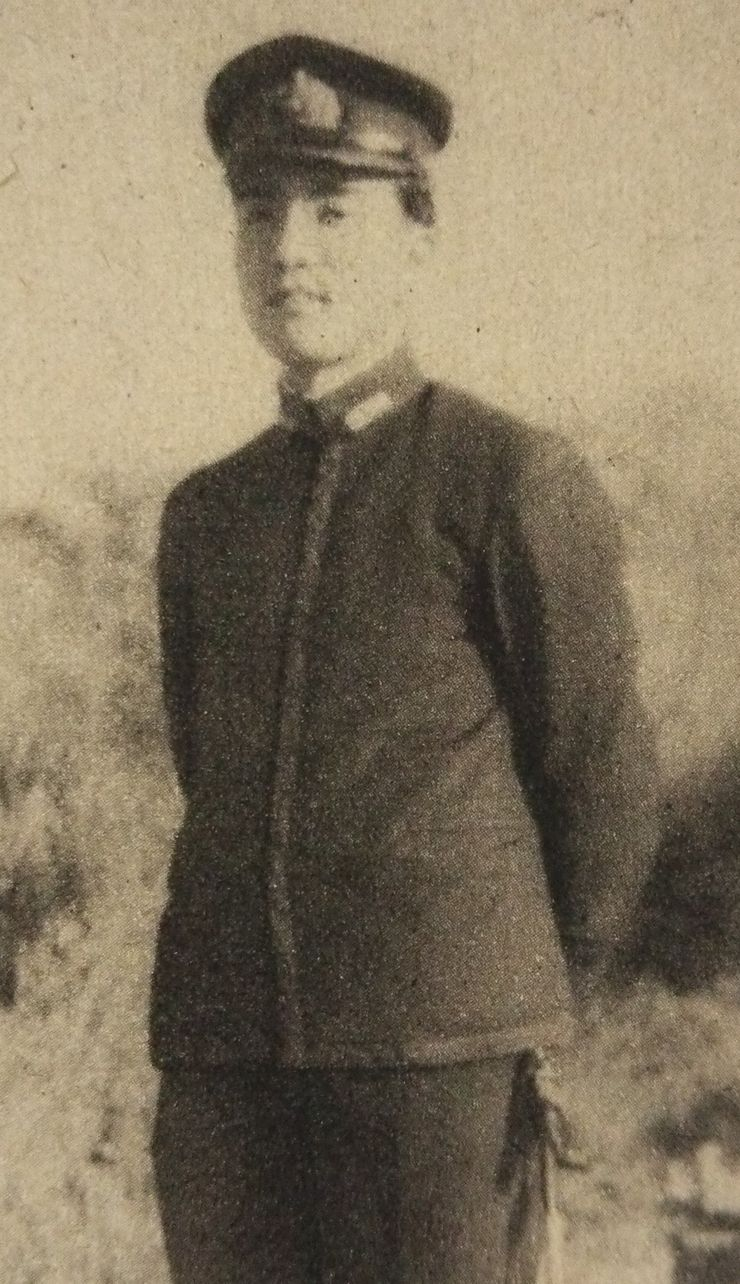
Nakasone trong Hải quân Đế quốc Nhật Bản

Nakasone Yasuhiro sinh ngày 27 tháng 5 năm 1918 trong một nhà bán buôn gỗ "Kokuya", là một trong những nhà bán buôn hàng đầu ở vùng Kanto, tại thành phố Takasaki, tỉnh Gunma. Nakasone được nuôi dạy như con trai thứ hai trong một gia đình sáu người, bao gồm cha ông Matsugoro, mẹ ông Yuku, con trai cả Yoshitaro, con trai thứ ba Ryosuke và con trai thứ tư Shokichi. Gia đình Nakasone thuộc giai cấp samurai trong thời kỳ Edo, và có nguồn gốc trực tiếp từ gia tộc Minamoto thông qua Minamoto no Yoshimitsu nổi tiếng và qua con trai ông Minamoto no Yoshikiyo (m. 1149). Theo ghi chép của gia đình, Tsunayoshi (k. 1417), một chư hầu của gia tộc Takeda và là hậu duệ đời thứ mười của Yoshikiyo, lấy tên là Nakasone Juro và bị giết trong trận Sagamigawa. Vào khoảng năm 1590, samurai Nakasone Sōemon Mitsunaga định cư tại thị trấn Satomimura ở tỉnh Kōzuke. Con cháu của ông trở thành những người buôn bán tơ lụa và hiệu cầm đồ. Cha của Nakasone, tên khai sinh là Nakasone Kanichi, định cư ở Takasaki vào năm 1912 và thành lập một doanh nghiệp gỗ và xưởng sản xuất gỗ thành công do sự bùng nổ xây dựng sau Thế chiến thứ nhất.

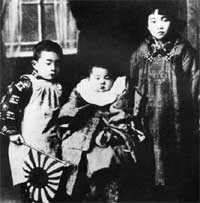
Nakasone (giữa) năm 1919

Nakasone mô tả thời thơ ấu và tuổi trẻ của mình là một khoảng thời gian hạnh phúc, và bản thân là một "đứa trẻ trầm tính, dễ gần" với biệt danh "Yat-chan". Anh học tại một trường tiểu học địa phương ở Takasaki và là một học sinh nghèo cho đến năm lớp 4, sau đó anh đã xuất sắc và đứng đầu lớp. Ông vào trường trung học Shizuoka năm 1935, nơi ông học tốt môn lịch sử và văn học, đồng thời học nói thông thạo tiếng Pháp. Ông đã tốt nghiệp trường trung học cơ sở Takasaki hệ cũ (hiện là trường trung học phổ thông Takasaki tỉnh Gunma). Vào mùa thu năm 1938, Nakasone nhập học Đại học Hoàng gia Tokyo. Trong Chiến tranh thế giới thứ hai, ông là một hạ sĩ quan và quân hàm trong Hải quân Đế quốc Nhật Bản. Ông đóng quân tại Balikpapan ở Đông Kalimantan, Indonesia, để xây dựng một sân bay khi còn là trung úy. Ông nhận ra rằng việc xây dựng sân bay đã bị đình trệ do sự phổ biến của tội phạm tình dục, cờ bạc và các vấn đề khác ở những người đàn ông của mình, vì vậy ông đã tập hợp Phụ nữ giải khuây và tổ chức một nhà chứa gọi là trạm thoải mái như một giải pháp. Ông đã mua được bốn phụ nữ Indonesia, và một báo cáo của Hải quân ca ngợi ông vì đã "giảm bớt tâm trạng của quân đội của ông". Quyết định cung cấp phụ nữ thoải mái cho quân đội của ông đã được hàng nghìn sĩ quan Hải quân và Quân đội Đế quốc Nhật Bản trên khắp Ấn Độ Dương-Thái Bình Dương lặp lại cả trước và trong Thế chiến II, như một vấn đề chính sách. Từ Nauru đến Việt Nam, từ Miến Điện đến Timor, phụ nữ được coi như phần thưởng đầu tiên của cuộc xâm lược." Sau đó, ông đã viết về việc trở lại Tokyo vào tháng 8 năm 1945 sau khi Nhật Bản đầu hàng: "Tôi đứng đờ đẫn giữa đống đổ nát của Tokyo, sau khi vứt bỏ thanh kiếm ngắn của sĩ quan và cởi bỏ bộ quân phục của mình. Khi nhìn quanh mình, tôi thề sẽ hồi sinh quê hương từ đống tro tàn bại trận".

## Sự nghiệp chính trị
Năm 1947, ông từ bỏ sự nghiệp đầy hứa hẹn trong một bộ của chính phủ để tranh cử vào Quốc hội với niềm tin rằng trong sự hối hận sau chiến tranh, Nhật Bản có nguy cơ loại bỏ các giá trị truyền thống của mình. Ông vận động trên nền tảng chủ nghĩa dân tộc, lập luận về việc mở rộng Lực lượng Phòng vệ, để sửa đổi Điều 9 của Hiến pháp Nhật Bản (đặt chiến tranh ra ngoài vòng pháp luật như một phương tiện giải quyết các tranh chấp quốc tế), và để phục hưng lòng yêu nước của người Nhật, đặc biệt là trong lòng tôn kính cho Thiên hoàng. Ông gia nhập Quốc hội Nhật Bản với tư cách là thành viên Hạ viện của Đảng Dân chủ. "Là một nhà lập pháp sinh viên năm nhất vào năm 1951, ông đã gửi một bức thư dài 28 trang cho Tướng MacArthur chỉ trích việc chiếm đóng, một hành động trơ trẽn. Vị tướng giận dữ ném bức thư vào [thùng] thùng, Nakasone sau đó được biết. Lập trường này đã xác lập uy tín của [Nakasone Yasuhiro] với tư cách là một chính trị gia cánh hữu. thất bại trong chiến tranh. Năm 1955, trước sự thúc giục của Nakasone, chính phủ đã cấp số tiền tương đương 14.000.000 USD cho Cơ quan Khoa học và Công nghệ Công nghiệp để bắt đầu nghiên cứu năng lượng hạt nhân. Nakasone thăng tiến trong hàng ngũ của LDP, trở thành Bộ trưởng Bộ Khoa học năm 1959 dưới sự điều hành của Nobusuke Kishi, sau đó là Bộ trưởng Bộ Giao thông Vận tải năm 1967, Tổng Giám đốc Cơ quan Quốc phòng Nhật Bản từ 1970 đến 1971, Bộ trưởng Thương mại và Công nghiệp Quốc tế năm 1972 và Bộ trưởng Bộ Hành chính năm 1981.
Với tư cách là người đứng đầu Lực lượng Phòng vệ, Nakasone lập luận về việc tăng chi tiêu quốc phòng từ dưới 1% GDP lên 3% GDP. Ông cũng ủng hộ việc Nhật Bản sở hữu vũ khí hạt nhân chiến thuật. Ông được mệnh danh là "người điều khiển thời tiết" vào năm 1972 vì đã chuyển sự ủng hộ từ Takeo Fukuda sang Kakuei Tanaka trong cuộc bầu cử lãnh đạo, đảm bảo chiến thắng cho Tanaka. Đổi lại, Tanaka sẽ hỗ trợ đắc lực cho Nakasone chống lại Fukuda một thập kỷ sau trong cuộc chiến giành chức thủ tướng.

## Thủ tướng Nhật Bản

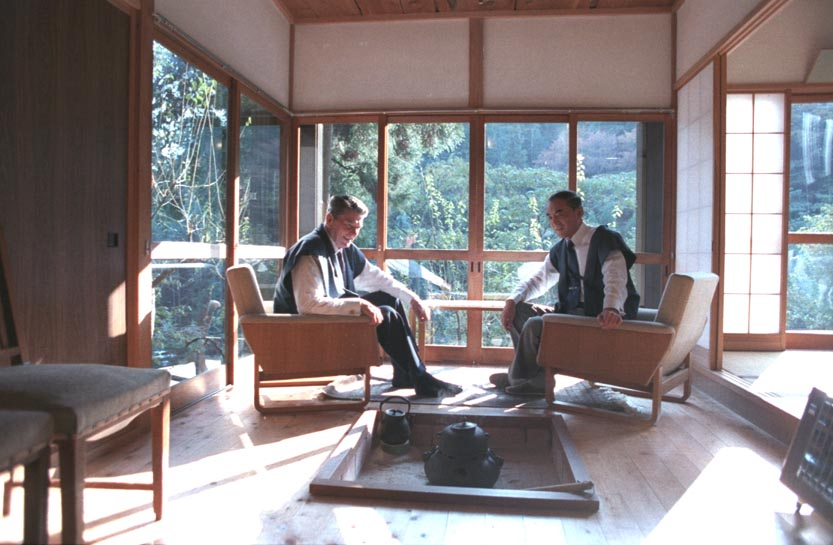
Nakasone ăn trưa cùng với Ronald Reagan (tại nhà riêng của Nakasone ở Hinode, Nishitama, Tokyo năm 1983)

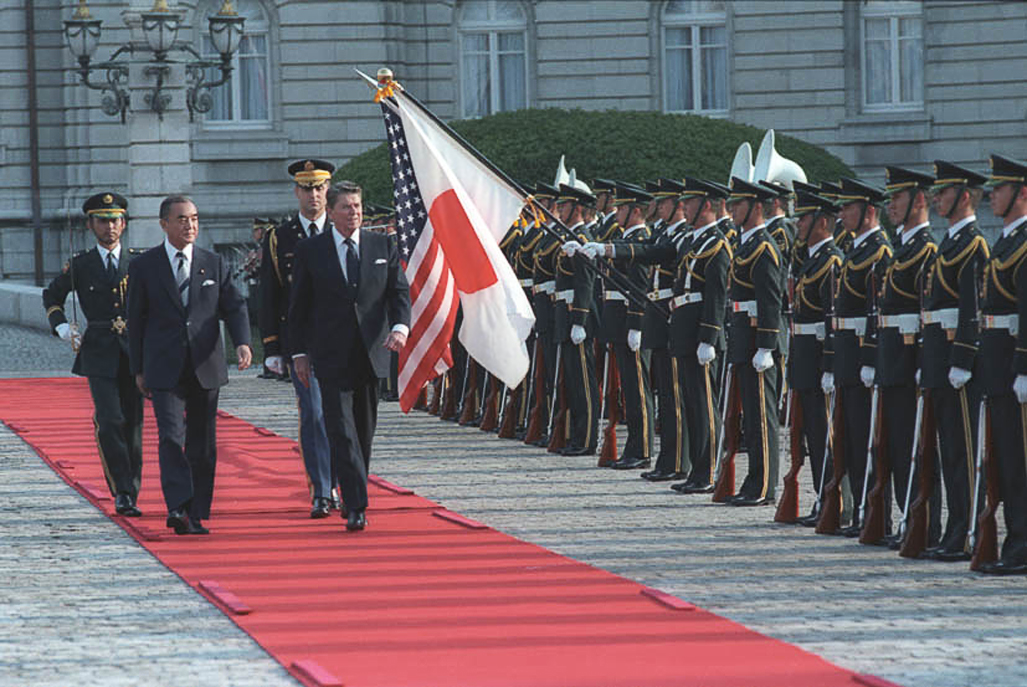
Nakasone và Ronald Reagan (phải) năm 1986

Ngày 25 tháng 11 năm 1982, Nakasone giành chiến thắng và trở thành lãnh đạo Đảng LDP. Đến ngày 27 tháng 11, ông Nakasone được Quốc hội bầu để trở thành Thủ tướng Nhật Bản sau khi Thủ tướng đương nhiệm là Suzuki Zenkō từ chức do mâu thuẫn nội bộ giữa các quan chức trong Nội các Suzuki. Cùng với Bộ trưởng Bộ Ngoại giao Abe Shintarō, Nakasone đã cải thiện quan hệ của Nhật Bản với Liên Xô và Cộng hòa Nhân dân Trung Hoa. Nakasone được biết đến nhiều nhất với mối quan hệ thân thiết với Tổng thống Hoa Kỳ Ronald Reagan, thường được gọi là tình bạn "Ron-Yasu" (biệt danh mà 2 nhà lãnh đạo gọi thân mật với nhau). Nakasone tìm kiếm một mối quan hệ bình đẳng hơn với Hoa Kỳ, và nói: "Tổng thống Reagan là người ném bóng và tôi là người bắt bóng. Khi người ném bóng đưa ra các dấu hiệu, tôi sẽ hợp tác một cách không mệt mỏi, nhưng nếu đôi khi anh ta không làm theo. những dấu hiệu của người bắt, trò chơi không thể phân thắng bại". Nakasone cho biết Nhật Bản sẽ là "hàng không mẫu hạm không thể chìm của Mỹ" ở Thái Bình Dương và Nhật Bản sẽ "kiểm soát hoàn toàn 4 eo biển đi qua các đảo của Nhật Bản, để ngăn chặn sự đi qua của tàu ngầm Liên Xô". Ông bị các đối thủ chính trị coi là phản động và là "quân phiệt nguy hiểm". Nakasone đáp lại bằng cách nói: "Một quốc gia phải loại bỏ bất kỳ cảm giác xấu xa nào và tiến lên phía trước để tìm kiếm vinh quang". Tuy nhiên, nỗ lực của ông để sửa đổi Điều 9 đã thất bại.
Năm 1984, Nakasone đến thăm Trung Quốc nhân kỷ niệm 12 năm ngày Nhật Bản công nhận nước Cộng hòa Nhân dân về mặt ngoại giao, chính phủ Trung Quốc đã sắp xếp các chuyến tham quan Trung Quốc cho 3.000 thanh niên Nhật Bản. Trong chuyến đi, con trai của Nakasone được đi cùng với con gái của Hồ Diệu Bang, Tổng Bí thư Đảng Cộng sản Trung Quốc lúc bấy giờ. Sau sự kiện này, Hồ đã bị các thành viên khác của Đảng Cộng sản Trung Quốc chỉ trích vì sự xa hoa và nồng nhiệt của sự kiện này. Nakasone cũng đã đến thăm Tổng thống Corazon Aquino trong một loạt các cuộc hội đàm giữa Philippines và Nhật Bản trong chuyến thăm cấp nhà nước đặc biệt từ năm 1986 đến năm 1987, nhằm tạo ra các mối quan hệ kinh tế và thương mại tốt đẹp.
Trong các vấn đề kinh tế, chính sách đáng chú ý nhất của Nakasone là sáng kiến tư nhân hóa của ông, dẫn đến việc chia tách Đường sắt Quốc gia Nhật Bản thành Tập đoàn Đường sắt Nhật Bản (JR) hiện đại. Điều này dẫn đến tình trạng dư thừa 80.000 nhân viên, điều chưa từng xảy ra ở Nhật Bản cho đến thời điểm đó. Ông cũng tư nhân hóa Tập đoàn Điện thoại và Điện báo Nippon và Tập đoàn Công cộng Thuốc lá và Muối Nhật Bản để thành lập Nippon Telegraph and Electrical Corporation (NTT) và Japan Tobacco Inc. (JT). Việc tư nhân hóa ba công ty đại chúng đã làm giảm số lượng nhân viên và cải thiện đáng kể thu nhập bình thường trên mỗi nhân viên, năng suất và doanh số bán hàng. Theo báo cáo của Viện Chính sách và Đào tạo Lao động Nhật Bản, 20 năm sau khi tư nhân hóa NTT và JT và 16 năm sau khi tư nhân hóa JR, số lượng nhân viên đã giảm xuống còn 35% đối với JT, 65% đối với NTT và 70% cho JR. Ngoài ra, NTT, JT và JR đã tăng thu nhập thông thường lần lượt là 8 lần, 5,5 lần và 3 lần. Năng suất của NTT, JT và JR tăng lần lượt 3 lần, 2,5 lần và 1,5 lần. Doanh thu tại NTT và JR tăng lần lượt 2,2 lần và 1,2 lần. Nakasone đã viết về những cải cách kinh tế của mình:
 Tôi đang thực hiện một kiểu "cải thiện" cấu trúc của Nhật Bản. Trong 110 năm, kể từ cuộc cải cách Minh Trị Duy Tân, Nhật Bản đã nỗ lực bắt kịp Mỹ và Anh. Vào những năm 1970, chúng tôi đã bắt kịp. Ngoài điểm đó, các quy định của [nhà nước] chỉ cản trở sự phát triển của nền kinh tế. Nếu quan chức chính phủ có quá nhiều quyền lực, khu vực tư nhân trong nền kinh tế sẽ không thể phát triển. Chúng tôi đã phải thay đổi hệ thống.
Lần đầu tiên trong lịch sử hậu chiến của Nhật Bản, các quan chức mất đi vai trò lãnh đạo. Năm 1985, Nakasone bổ nhiệm cựu Thống đốc Ngân hàng Nhật Bản, Haruo Maekawa, đứng đầu ủy ban về tương lai kinh tế Nhật Bản. Năm 1986, Ủy ban khuyến nghị Nhật Bản không nên tăng trưởng thông qua xuất khẩu (điều khiến các đối tác thương mại của Nhật Bản tức giận) mà từ bên trong. Nakasone khuyên công chúng Nhật Bản nên mua hàng nhập khẩu nước ngoài; trong một chuyến đi mua sắm được công bố rộng rãi, anh đã mua một cây vợt tennis của Mỹ, một chiếc cà vạt Ý và một chiếc áo sơ mi Pháp. Ông nói: "Nhật Bản giống như một người chơi mah-jong luôn thắng. Sớm hay muộn những người chơi khác sẽ quyết định rằng họ không muốn chơi với anh ta". Công chúng Nhật Bản tỏ ra nghi ngờ nhưng Ủy ban đã tạo được ấn tượng tốt ở nước ngoài, đặc biệt là ở Mỹ, nơi Thứ trưởng Ngoại giao phụ trách các vấn đề kinh tế W. Allen Wallis gọi đây là bước ngoặt trong chính sách kinh tế thời hậu chiến của Nhật Bản.
Nakasone cũng được biết đến là người có thái độ chủ nghĩa dân tộc và muốn khơi dậy niềm tự hào dân tộc trong người Nhật. Ông là người ủng hộ lý thuyết nihonjinron cho rằng Nhật Bản khác biệt hoàn toàn so với phần còn lại của thế giới. Chịu ảnh hưởng của triết gia Nhật Bản Tetsuro Watsuji, Nakasone tin rằng "văn hóa gió mùa" của Nhật Bản truyền cảm hứng cho lòng nhân ái đặc biệt của người Nhật, không giống như văn hóa sa mạc của Trung Đông đã sản sinh ra Do Thái-Kitô giáo " Mắt đền mắt, răng đền răng". Trong một bài phát biểu năm 1986, Nakasone cho biết sứ mệnh quốc tế của Nhật Bản là truyền bá văn hóa gió mùa ra nước ngoài.
Vào ngày 15 tháng 8 năm 1985, nhân kỷ niệm 40 năm Nhật Bản đầu hàng, Nakasone và Nội các của ông đã đến thăm Đền Yasukuni, nơi những nạn nhân chiến tranh của Nhật Bản - bao gồm cả những tội phạm chiến tranh bị kết án - được chôn cất trong trang phục tang đầy đủ. Điều này có ý nghĩa biểu tượng to lớn khi ông đến thăm ngôi đền với tư cách chính thức của mình, với ý định khẳng định lại sự tôn trọng của chính phủ Nhật Bản đối với linh hồn của tổ tiên đã thiệt mạng trong trận chiến, bao gồm cả những người đã chết trong Chiến tranh thế giới thứ hai. Tuy nhiên, đây hóa ra là một động thái gây tranh cãi và bị Chính phủ Trung Quốc (kể cả trên tờ báo của họ,  Nhân dân nhật báo) chỉ trích nặng nề và dẫn đến các cuộc biểu tình giận dữ ở Bắc Kinh. Nó cũng bị những người phản đối tấn công trong nước vì vi phạm sự phân chia tôn giáo và nhà nước trong Hiến pháp. Nakasone bảo vệ hành động của mình bằng cách nói, "Việc bảo vệ thực sự của Nhật Bản... chỉ có thể thực hiện được thông qua sự kết hợp của các dân tộc yêu tự do, bình đẳng với nhau ... Cách thức này được mong muốn dựa trên quyền tự quyết của Cuộc Đua". Ông cũng nói: "Việc chỉ trích những lỗi lầm và khuyết điểm của Nhật Bản trước chiến tranh được coi là tiến bộ, nhưng tôi kiên quyết phản đối quan điểm đó. Một quốc gia vẫn là một quốc gia dù thắng hay thua trong một cuộc chiến".
Nakasone cũng tìm cách cải cách giáo dục, thành lập một ủy ban. Báo cáo của tổ chức này khuyến nghị rằng "tinh thần yêu nước" nên được khắc sâu vào trẻ em, cùng với sự tôn trọng người lớn tuổi và quyền lực. Điều này đã không được thực hiện đầy đủ và bị tấn công từ công đoàn giáo viên. Ủy ban cũng khuyến nghị rằng nên dạy quốc ca và Húc Nhật kỳ cũng nên được kéo lên trong lễ khai giảng và lễ tốt nghiệp. Sách giáo khoa lịch sử cũng được cải cách. Năm 1986, Nakasone cách chức Bộ trưởng Giáo dục của ông, Masayuki Fujio, sau khi ông biện minh cho thôn tính Triều Tiên năm 1910 của Nhật Bản.
Nakasone gây tranh cãi vào tháng 9 năm 1986 khi ông cho rằng người Mỹ nhìn chung kém thông minh hơn người Nhật vì "Mỹ có nhiều người nhập cư, Người Puerto Rico, Người Mexico , và Người da đen, những người đã hạ mức trung bình xuống" và cũng nói rằng "ở Mỹ ngày nay vẫn còn nhiều người da đen thậm chí không biết đọc." He then clarified his comments, stating that he meant to congratulate the U.S. on its economic success despite the presence of "problematic" minorities.
Trong vụ phun trào của Núi Mihara trên Izu Oshima năm 1986, thủ tướng đã phái các tàu tuần tra và tàu nghiên cứu Nam Cực thuộc Lực lượng Bảo vệ Bờ biển Nhật Bản và đã thành công trong việc giải cứu tất cả người dân trên đảo, bao gồm cả những người ở lại đó. Mặc dù ông bị chỉ trích bởi các quan chức tại Cơ quan Đất đai Quốc gia, cơ quan đã đưa ra các quyết định do ông đứng đầu, và các đảng đối lập vì tự mình hành động, Atsuyuki Sasa, người đứng đầu Văn phòng An ninh Nội các vào thời điểm đó, và những người khác, vẫn tỏ ra hài lòng. chịu trách nhiệm về vai trò của Murayama sau trận động đất lớn Hanshin-Awaji những năm sau đó.So với phản ứng ban đầu chậm trễ của Nội các, tính quyết đoán và khả năng thực thi của Nội các được đánh giá cao. Ngoài ra, trong khi cuộc đấu tranh ở Sanrizuka vẫn đang tiếp diễn, người ta đã quyết định bắt đầu xây dựng giai đoạn hai của Sân bay Narita. Các nỗ lực cũng được thực hiện nhằm trấn áp các cửa hàng bán dâm và quản lý các chương trình khiêu dâm, đồng thời Đạo luật về Kinh doanh Giải trí dành cho Người lớn đã được sửa đổi mạnh mẽ, hạn chế đáng kể các khu vực mà các cửa hàng giải trí dành cho người lớn có thể mở, cấm kinh doanh trong nhiều ngày và cấm quảng cáo trên TV. Cùng với vụ bê bối AIDS xảy ra cùng thời điểm, tin đồn bắt đầu lan truyền rằng "ngành công nghiệp tình dục của Nhật Bản đã bị phá hủy". Về các chương trình khiêu dâm, ông nói tại Quốc hội: "Hiện tại, Bộ Bưu chính Viễn thông có thẩm quyền giám sát chương trình nên chúng tôi yêu cầu Bộ Bưu chính Viễn thông thường xuyên trao đổi với các đài truyền hình tư nhân, và cũng miễn cưỡng lên đầu, chúng tôi sẽ yêu cầu họ hạn chế làm như vậy và chúng ta sẽ thấy thành quả nỗ lực của họ. Bộ Bưu chính Viễn thông sẽ theo dõi kỹ tình trạng này, đưa ra cảnh báo và có biện pháp thích hợp để ngăn chặn. điều này sẽ không xảy ra lần nữa.", điều này đã trở thành một yếu tố góp phần dẫn đến việc cắt giảm các chương trình hấp dẫn giới tính sau đó.
Ngày 6 tháng 11 năm 1987, ông buộc phải từ chức sau khi cố gắng đưa ra thuế giá trị gia tăng để giảm bớt gánh nặng thuế trực thu trong một chính sách được thiết kế nhằm cắt giảm thâm hụt ngân sách. Người kế nhiệm ông là cựu Bộ trưởng Tài chính Takeshita Noboru, người  giành chiến thắng sau đó trong cuộc bầu cử lãnh đạo Đảng LDP vào ngày 30 tháng 11 cùng năm và chính thức kế nhiệm Nakasone.

## Nghỉ hưu

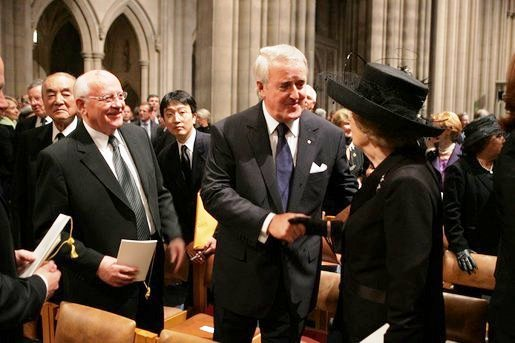
với cựu Tổng thống Liên Xô Mikhail Gorbachev, cựu Thủ tướng Canada Brian Mulroney, và cựu Thủ tướng Anh Margaret Thatcher (tại Quốc tang cựu Tổng thống Ronald Reagan ngày 11 tháng 6 năm 2004)

Nakasone được kế nhiệm bởi Takeshita Noboru vào năm 1987, và cùng với các nhà lập pháp LDP khác, bị liên lụy trong vụ bê bối tuyển dụng xảy ra vào năm sau.
Ông vẫn muốn tham chính mặc dù đã ngoại bát tuần. Nếu không vì quy định mới do Thủ tướng Koizumi Junichirō đưa ra (cấm tranh cử đối với người từ 73 tuổi trở lên) thì mặc dù đã 81 tuổi, nhưng Nakasone vẫn quyết định ra tranh cử vào Thượng viện hồi tháng 11 năm 2003. Ngoài ra, ông Nakasone còn thường xuyên xuất hiện trên truyền hình, tuyên truyền chủ trương chính sách của cá nhân. Ông đã được trao tặng danh hiệu Công dân danh dự của tỉnh Gunma.
Vào năm 2010, "nhận thức được vị thế của mình là một trong số ít các nhà lãnh đạo được tôn kính trên toàn cảnh chính trị bị rạn nứt đột ngột của Nhật Bản" và là "chính khách lão thành được tôn kính nhất" của đất nước, Nakasone đã thực hiện một loạt các cuộc phỏng vấn để giải quyết chỉ đạo của thủ tướng Hatoyama Yukio của chính phủ. Trong một hồ sơ vào thời điểm đó, ông xem chính phủ "thiên tả thiếu kinh nghiệm" của Hatoyama là "thách thức trật tự chính trị thời hậu chiến của Nhật Bản và mối quan hệ thân thiết của nước này với Hoa Kỳ". Ngoài ra, LDP đã "vỡ vụn" sau chiến thắng của Hatoyama. Trong hồ sơ, Nakasone mô tả thời điểm này "như một sự mở cửa quốc gia ngang bằng với những thay đổi xã hội và chính trị tồi tệ sau thất bại trong chiến tranh [thế giới] [và] ca ngợi sự xuất hiện của một Đảng chính trị thứ hai đầy mạnh mẽ như một bước tiến tới dân chủ thực sự". Một cơ hội tốt để học trong trường luyện thi của dư luận", ông được trích dẫn khi nói về LDP. Ông" có lỗi với ông Hatoyama vì đã tạo cho Washington ấn tượng rằng [Hatoyama] coi trọng mối quan hệ với Trung Quốc hơn những gì ông đã làm với Hoa Kỳ. Những trạng thái. Ông nói: "Vì những nhận xét thiếu thận trọng của thủ tướng, tình hình hiện nay đòi hỏi Nhật Bản phải nỗ lực cải thiện mọi thứ". Ông nói, mối quan hệ của [Nhật Bản] với Hoa Kỳ khác với Trung Quốc, bởi vì 'nó được xây dựng trên một liên minh an ninh, và không chỉ dựa trên liên minh, mà dựa trên các giá trị chung của nền dân chủ tự do, và trên các lý tưởng chung của nó. "Và liên quan đến một nguồn xích mích cao độ khác giữa Nhật Bản và Hoa Kỳ, Nakasone nói:" Các vấn đề như Okinawa [và căn cứ quân sự của Mỹ ở đó] có thể được giải quyết bằng cách nói chuyện cùng nhau."

## Qua đời và quốc tang

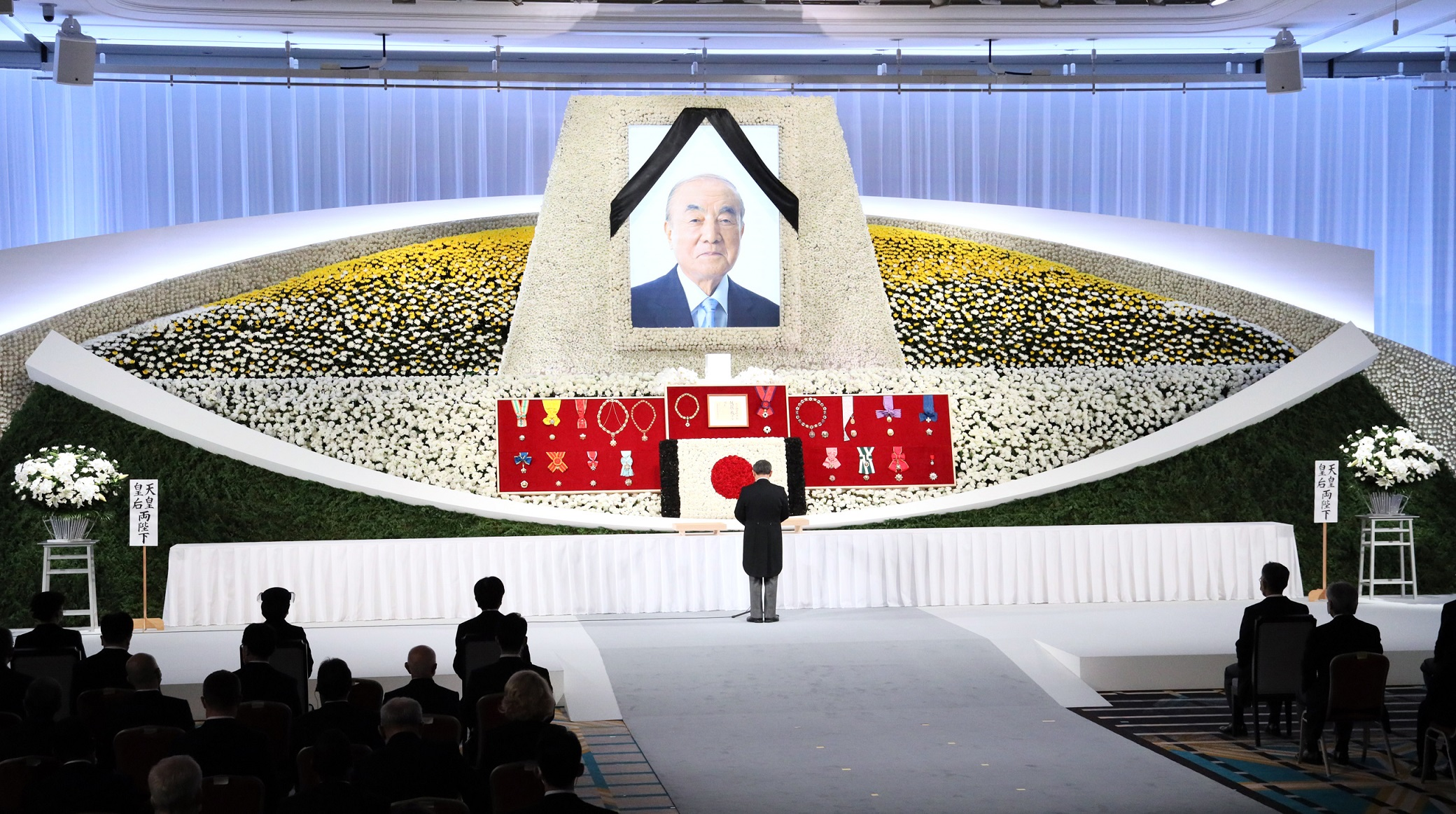
Lễ Quốc tang của Nakasone năm 2020

Nakasone qua đời tại Tokyo vào ngày 29 tháng 11 năm 2019, ở tuổi 101 năm 186 ngày. Ông là Thủ tướng có tuổi thọ cao thứ hai trong lịch sử chỉ sau Hoàng thân Higashikuni Naruhiko, người sống đến 102 tuổi 48 ngày. Cùng ngày, ông được Chính phủ Nhật Bản truy tặng vòng cổ Huân chương Hoa cúc, Huân chương cao quý nhất của Nhật Bản. Ông là Thủ tướng thứ 3 được trao tặng Huân chương Hoa cúc theo Hiến pháp thời hậu chiến, sau các cựu Thủ tướng Yoshida Shigeru, Satō Eisaku. Lễ quốc tang của ông dự kiến được tổ chức vào ngày 15 tháng 3 năm 2020 với Thủ tướng Abe Shinzō làm trưởng ban do ảnh hưởng của Đại dịch COVID-19 được dời lại sang ngày 17 tháng 10 năm 2020 với Thủ tướng Suga Yoshihide làm trưởng ban.

## Đời tư
Vào ngày 11 tháng 2 năm 1945, Nakasone kết hôn với Nakasone Tsutako (30 tháng 10 năm 1921 – 7 tháng 11 năm 2012).. Con trai của Nakasone, Nakasone Hirofumi, cũng là một thành viên của Quốc hội Nhật Bản; ông đã từng là Bộ trưởng Bộ Giáo dục và Bộ trưởng Bộ Ngoại giao.

Nhìn bức ảnh của Nakasone khi còn trẻ, sống mũi rất cao, khuôn mặt được cho là đẹp trai ngay cả thời hiện đại và cao tới 178 cm. Ông khá cao trong số các thủ tướng dày dặn kinh nghiệm, và chỉ đứng sau Ōkuma Shigenobu với chiều cao là 180 cm. Ông là một anh chàng đẹp trai không chỉ về ngoại hình mà còn cả về dung mạo.

## Hình ảnh

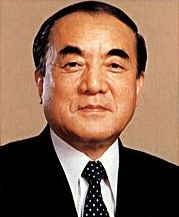
Nakasone năm 1982.
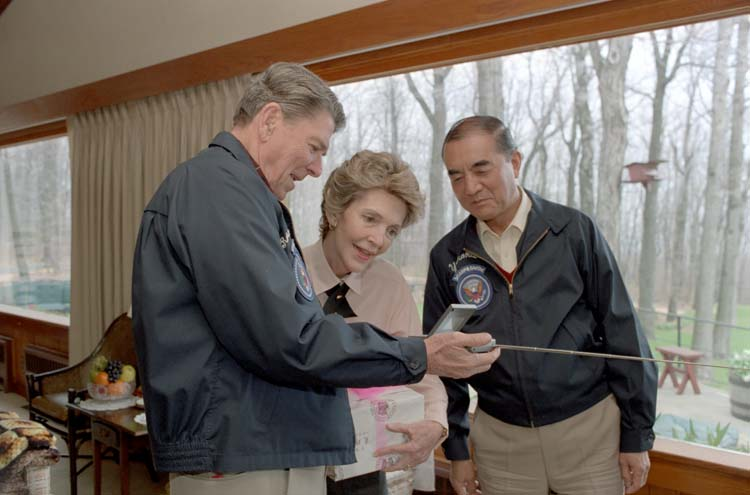
Nakasone tặng băng DVD cho vợ chồng Tổng thống Ronald và Nancy Reagan tại Trại David
Nakasone và các nhà lãnh đạo G7 năm 1983.
Ronald Reagan và Nakasone năm 1986.